# Законодательное собрание Республики Карелия
Законода́тельное собра́ние Респу́блики Каре́лия — постоянно действующий представительный и единственный законодательный орган государственной власти Республики Карелия.
Законодательное Собрание Республики Карелия состоит из 36 депутатов, избираемых на основе всеобщего равного и прямого избирательного права при тайном голосовании. Срок полномочий депутатов Законодательного Собрания Республики Карелия одного созыва составляет пять лет.
Находится в Петрозаводске в здании на пересечении улиц Куйбышева и Германа Титова (бывшее здание Карельского областного комитета КПСС, 1952, арх. Ф. И. Рехмуков).

## История
Законодательное собрание Республики Карелия образовано в 1994 году, исторически явилось преемником Верховного Совета Республики Карелия XII созыва.
Возникновение Законодательного Собрания явилось следствием реформирования всей политической системы России. В соответствии с принятой в 1993 году Конституцией Российской Федерации, было провозглашено разделение властей на исполнительную, законодательную и судебную власти на всех уровнях государственной власти, как центральной, так и региональной.
17 января 1994 года Верховный Совет Республики Карелия XII созыва (председатель В. Н. Степанов) принял новый закон о выборах депутатов Законодательного Собрания Республики Карелия.
Законодательное собрание состояло из двух палат: Палаты республики и Палаты представителей. Депутаты обеих палат избирались на срок 4 года.
- Палата Республики состояла из 25 депутатов. Депутаты избирались по одномандатным округам, обеспечивающим следующее представительство: один депутат от 30 000 избирателей, но не менее одного от избирательного округа, совпадающего с территорией административно-территориальной единицы (района, города республиканского подчинения) в границах на 1 января 1994 года. Депутаты Палаты Республики работали на постоянной основе и получали заработную палату.
- Палата представителей состояла из 36 депутатов. Они избирались по многомандатным избирательным округам с нормой представительства два депутата от избирательного округа, совпадающего с территорией административно-территориальной единицы (района, города республиканского подчинения) в границах на 1 января 1994 года. Депутаты Палаты Представителей работали на непостоянной основе и получали вознаграждение из бюджета Республики Карелия за время заседания палаты.

17 апреля 1994 года состоялись выборы депутатов Законодательного Собрания I созыва. В выборах депутатов участвовало 42 % избирателей Республики Карелия.
В январе 2000 года возглавлявший правительство Республики Карелия Сергей Катанандов внёс в Законодательное собрание РК проект новой Конституции Республики Карелия. В проекте была предложена однопалатная структура Законодательного собрания, состоящая из 57 депутатов, работающих в основном на непостоянной основе.
26 марта 2000 года в республике состоялся референдум по реформе парламента — преобразованию его из двухпалатного в однопалатный. За высказались 69,79 % проголосовавших (271 328 человек).
В начале 2001 года новая редакция Конституции Республики Карелия была принята обеими палатами Законодательного собрания.
28 апреля 2002 года состоялись выборы в Законодательное собрание III созыва — однопалатный парламент из 57 депутатов. Новый парламент провозгласил себя представительным и единственным законодательным органом власти Республики Карелия, правопреемником Палаты Республики и Палаты Представителей Законодательного собрания II созыва, их прав и обязанностей, в том числе в отношении образованных ими органов.
В ноябре 2014 года был снижен с 7 % до 5 % барьер для партийных списков на выборах в законодательное собрание.
С октября 2016 года на профессиональной постоянной основе работают 17 депутатов из 36 — председатель Законодательного Собрания, два заместителя, председатели комитетов (комиссий) и заместители председателей комитетов (комиссий) Законодательного Собрания.

### Созывы Законодательного собрания
| Созыв                               | Срок полномочий | Председатель | Количество депутатов |
| ----------------------------------- | --------------- | --- | -------------------- |
| Законодательное собрание I созыва   | 1994—1998       | * Палата Республики — председатель Иван Петрович Александров * Палата Представителей — председатель Валентина Николаевна Пивненко | 61                   |
| Законодательное собрание II созыва  | 1998—2002       | * Палата Республики — председатель Наталья Владимировна Коцюба(«Наш дом — Россия»), с 13 января 2000 председатель — Владимир Васильевич Шильников (КПРФ) * Палата Представителей — председатель Валентина Николаевна Пивненко, с февраля 2000 председатель — Николай Иванович Левин | 61                   |
| Законодательное собрание III созыва | 2002—2006       | Николай Иванович Левин | 57                   |
| Законодательное собрание IV созыва  | 2006—2011       | Николай Иванович Левин («Единая Россия»), с 10 июля 2009 года — и. о. председателя Александр Борисович Переплеснин («Единая Россия»), с 18 февраля 2010 года А. Б. Переплеснин избран председателем.                                                                                | 50                   |
| Законодательное собрание V созыва   | 2011— 2016      | Владимир Николаевич Семёнов («Единая Россия») | 50                   |
| Законодательное собрание VI созыва  | 2016 — 2021     | Элиссан Владимирович Шандалович («Единая Россия») | 36                   |
| Законодательное собрание VII созыва | 2021 — 2026     | Элиссан Владимирович Шандалович («Единая Россия») | 36                   |

## Состав Законодательного собрания
Состоит из 36 депутатов, избираемых по смешанной системе прямым и тайным голосованием жителей республики. Срок полномочий депутатов одного созыва составляет пять лет.

## Структура Законодательного собрания
- Председатель Законодательного собрания
- Первый заместитель председателя Законодательного собрания
- Заместитель председателя Законодательного собрания
- Комитеты и комиссии законодательного собрания
- Представитель Главы РК в Законодательном Собрании
- Аппарат Законодательного Собрания.

Комитеты
- Комитет по законности и правопорядку
- Комитет по государственному устройству и местному самоуправлению
- Комитет по экономической политике
- Комитет по образованию, культуре, спорту и молодёжной политике
- Комитет по бюджету и налогам
- Комитет по здравоохранению и социальной политике
- Комитет по природным ресурсам и экологии

Аппарат Законодательного собрания
- Начальник Аппарата, заместители начальника
- Советники Председателя Законодательного собрания
- Управление делами
- Организационное управление
- Правовой отдел
- Отдел по государственному устройству
- Отдел по экономической политике
- Отдел по социальной политике
- Информационно-аналитическое управление
- Финансовый отдел
- Отдел государственной службы и кадров

## Представитель Законодательного собрания Республики Карелия вСовете Федерации России
- Зубарев Игорь Дмитриевич ― с 7 октября 2016 года